# Mayabunder
Mayabunder est une ville, et comté (tehsil), localisée au nord des Îles Andaman, en Inde. Le nom est également épelé Maya Bunder ou Maya Bandar. En 2001, le comté recensait 23 912 habitants, 3 182 étant recensés dans la ville même. Elle fut fondée durant l'époque coloniale britannique.